# Giá trị thuần có thể thực hiện được
Giá trị thuần có thể thực hiện được (NRV) là thước đo giá trị tài sản cố định hoặc hiện tại  khi được giữ trong kho, trong lĩnh vực kế toán.  NRV là một phần của Nguyên tắc Kế toán được Chấp nhận rộng rãi (GAAP) và Chuẩn mực Báo cáo Tài chính Quốc tế (IFRS) áp dụng cho việc định giá hàng tồn kho, để không vượt quá hoặc vượt quá giá trị của hàng tồn kho.  Giá trị thuần có thể thực hiện được thường bằng giá bán của hàng tồn kho trừ chi phí bán (hoàn thành và xử lý).  Do đó, giá bán dự kiến sẽ giảm chi phí bán hàng (ví dụ chi phí sửa chữa và xử lý).  NRV ngăn chặn quá mức hoặc dưới mức giá trị tài sản.  NRV là giới hạn giá khi sử dụng Quy tắc thị trường hoặc chi phí thấp hơn.
Theo IFRS, các công ty cần ghi lại chi phí của hàng tồn kho cuối kì với chi phí thấp hơn và NRV, để đảm bảo rằng hàng tồn kho và báo cáo thu nhập của họ không bị cường điệu (theo ASPE, các công ty ghi nhận chi phí thấp hơn và giá trị thị trường).  Ví dụ, theo IFRS, vào cuối năm của một công ty, nếu một hàng hóa chưa hoàn thành có giá 25 đô la dự kiến sẽ bán với giá 100 đô la cho khách hàng, nhưng sẽ mất thêm 20 đô la để hoàn thành và 10 đô la để quảng cáo cho khách hàng, NRV của nó sẽ được $ 100- $ 20- $ 10 = $ 70.  Trong báo cáo thu nhập năm nay, do chi phí của hàng hóa ($ 25) thấp hơn NRV ($ 70), nên chi phí hoạt động. 
| IFRS                                                       |     |
| Giá bán dự kiến                                            | 100 |
| Chi phí ban đầu                                            | 25  |
| Chi phí bán hàng (chi phí hoàn thành và chi phí quảng cáo) | 30  |
| NRV (Giá bán - Chi phí bán hàng)                           | 70  |
| Lợi nhuận (Giá bán - Chi phí ban đầu - Chi phí bán hàng)   | 45  |

Giả sử chúng tôi đã thay đổi ví dụ để chi phí quảng cáo cho khách hàng là 60 đô la.  Bây giờ NRV của hàng hóa sẽ là $ 100- $ 20- $ 60 = $ 20.  Trong báo cáo thu nhập năm nay, do NRV ($ 20) thấp hơn chi phí hàng hóa ($ 25), NRV sẽ được ghi nhận là Chi phí hàng tồn kho cuối kỳ.  Để làm như vậy, hàng tồn kho ghi giảm $ 25- $ 20 = $ 5 được thực hiện và do đó giảm $ 5 trong báo cáo thu nhập năm nay.  Trong báo cáo thu nhập của năm tiếp theo sau khi hàng hóa được bán, công ty này sẽ ghi nhận doanh thu 100 đô la, Giá vốn hàng bán là 20 đô la và Chi phí hoàn thành và thanh lý là 20 đô la + 60 đô la = 80 đô la.  Điều này dẫn đến việc công ty hòa vốn ngay cả trong giao dịch này ($ 100- $ 20- $ 80 = $ 0). 
| IFRS                                                       |     |
| ---------------------------------------------------------- | --- |
| Giá bán dự kiến                                            | 100 |
| Chi phí ban đầu                                            | 25  |
| Chi phí bán hàng (chi phí hoàn thành và chi phí quảng cáo) | 80  |
| NRV (Giá bán - Chi phí bán hàng)                           | 20  |
| Lợi nhuận (Giá bán - Chi phí ban đầu - Chi phí bán hàng)   | 0   |

Hàng tồn kho có thể được định giá bằng chi phí lịch sử hoặc giá trị thị trường của nó.  Do giá trị thị trường của hàng tồn kho không phải lúc nào cũng có sẵn, NRV đôi khi được sử dụng để thay thế cho giá trị này.